# Босуэлл-Бей (аэропорт)
Аэропорт Босуэлл (англ. Boswell Bay Airport), (ИАТА: BSW, FAA LID: AK97) — государственный аэропорт, расположенный около города Босуэлл (Аляска), США. Находится в собственности Федеральной службы лесного хозяйства США.

## Операционная деятельность
Аэропорт Босуэлл расположен на высоте 70 метров над уровнем моря и эксплуатирует одну взлётно-посадочную полосу:
- 4/22 размерами 796 x 30 метров с гравийным покрытием[1]

За период с 14 августа 1985 года по 14 августа 1986 года Аэропорт Босуэлл обработал 400 операций взлётов и посадок самолётов (33 операций ежемесячно). Из них 63 % пришлось на аэротакси и 38 % — на авиацию общего назначения.